# Самородок (волейбольный клуб)
«Саморо́док» — российский женский волейбольный клуб из Хабаровска. Был основан в 2000 году и расформирован из-за финансовых проблем в 2012 году. После расформирования весь тренерский состав и обслуживающий персонал, а также четыре волейболистки перешли в «Сахалин» из Южно-Сахалинска.

## Достижения
Чемпионат России по волейболу среди женщин
- Бронзовый призёр: 2007

Кубок России по волейболу среди женщин
- Серебряный призёр: 2002, 2005
- Бронзовый призёр: 2003

Кубок Сибири и Дальнего Востока по волейболу среди женщин
- Победитель: 2002, 2003, 2004, 2006

## История

### 2000—2008
Женская волейбольная команда «Самородок» (Хабаровск) создана в октябре 2000 года. В сезоне 2000/2001 дебютировала в первенстве России (1 место в первой лиге зоны «Сибирь — Дальний Восток»). Следующие два сезона команда провела в высшей лиге «А» зоны «Сибирь — Дальний Восток». В 2002 году «Самородок» занял 12 место (из 24 команд), а в 2003 стал победителем турнира, завоевав путёвку в суперлигу. В свой победный сезон команда показала уникальный результат, выиграв 43 матча из 44.
В сезоне 2003/2004 «Самородок» по итогам сезона занял 6-е место в суперлиге. В последующих двух чемпионатах (2005 и 2006 годов) хабаровчанки становились 5-ми, а в 2007 году команда стала призёром российского волейбольного первенства, заняв третью ступеньку пьедестала почёта.
Чемпионат 2007/2008 для команды сложился не слишком неудачно. По его итогам «Самородок» занял лишь 8-е место. Кроме участия в регулярном первенстве, в сезоне 2007/2008 команда приняла участие в розыгрыше Кубка ЕКВ, где дошла до финального турнира.

### 2008—2009
Перед началом сезона «Самородок» подвергся значительным изменениям в составе. Целый ряд лидеров покинул команду. Но вопреки опасениям болельщиков, «Самородок» с самого начала чемпионата стал показывать уверенную и качественную игру, сразу же обосновавшись в верхней части турнирной таблицы. Заняв по итогам двухкругового турнира 5-е место, команда в четвертьфинале плей-офф встретилась с омским «Спартаком» и в драматичной борьбе, проигрывая в третьем решающем матче в Омске 0:2 по партиям, сумела вырвать победу. В дальнейшем дальневосточные волейболистки не оказали серьёзного сопротивления сначала московскому «Динамо» в полуфинале, а затем и «Уралочке» в серии за 3-е место.

### 2009—2012
В три последующих сезона состав «Самородка» вновь подвергалсяя значительным изменениям. Под руководством нового главного тренера Игоря Гайдабуры хабаровчанки заняли итоговое 9-е место в чемпионате России 2010 и 7-е в чемпионате 2011.
Сезон 2011—2012 стал последним в истории клуба. Заняв последнее место в чемпионате России, «Самородок» покинул суперлигу, а в сентябре 2012 и вовсе был расформирован.

## Волейболистки клуба в сборной России
| Турнир                                                     | Участники                       |
| ---------------------------------------------------------- | ------------------------------- |
| Чемпионат мира по волейболу среди женщин 2006              | Марина Акулова Наталья Куликова |
| Мировой Гран-при по волейболу 2006 (финал прошел в Италии) | Марина Акулова Наталья Куликова |
| Чемпионат Европы по волейболу среди женщин 2007            | Марина Акулова                  |

В ноябре 2006 года два игрока «Самородка» — Марина Акулова и Наталья Куликова стали чемпионками мира в составе сборной России. Турнир сильнейших команд планеты проходил в Японии и завершился финальным противостоянием команд России и Бразилии. В упорном матче победу одержали россиянки со счётом 3:2.
Кроме этого, волейболистки в этом же году стали серебряными призёрами мирового Гран-При и выиграли европейский отборочный турнир гран-при 2007 года.
В 2007 году Марина Акулова стала бронзовым призёром чемпионата Европы в составе сборной России.